# Alessandro Sforza
Alessandro Sforza (né le 21 octobre 1409 à Cotignola, dans l'actuelle province de Ravenne en Émilie-Romagne - mort le 3 avril 1473) était un condottiere du XVe siècle, seigneur de Pesaro. Il est le fils naturel de Muzio Attendolo Sforza et le frère de Francesco Sforza, seigneur de Milan.

## Biographie
Alessandro Sforza était le fils illégitime de Muzio Attendolo Sforza et de Lucia Terziani da Marsciano. Il est à l'origine de la branche de Pesaro de la dynastie Sforza.

## Vie familiale
En 1444, il épousa Costanza da Varano (1428-1447), dont il eut : 
- Battista Sforza (1446 - 6 juillet 1472), qui épousa le 10 février 1460 Frédéric III de Montefeltro (1422-1482), duc d’Urbino.
- Costanzo Ier Sforza (1447 - 1483), seigneur de Pesaro. Il épousa Camilla da Marzano († 1490), duchesse de Sessa. Costanzo Ier n'eut pas d'enfants de son mariage mais laissa deux fils illégitimes avec sa maîtresse Fiora Boni :
  - Giovanni (1466-1510). Giovanni fut principalement connu pour avoir été le premier mari de Lucrèce Borgia. De sa troisième union avec Ginevra Tiepolo, il eut un fils :
    - Costanzo II (1510-1512).

  - Galeazzo (1470-1519). Il fut le dernier seigneur de Pesaro de la maison Sforza.

Alessandro eut en outre deux filles illégitimes : 
- Ginevra Sforza (Ancône, 1440 - Bologne, 17 mai 1507). Elle épousa deux podestats de Bologne de la famille Bentivoglio : Sante Bentivoglio, seigneur de Bologne et gonfalonier (1426-1463) en 1452, puis Giovanni II, seigneur de Bologne (1443-1508) en 1464.
- Antonia Sforza (~1445 - Brescia, 1500). Elle épousa Ottavio Martinengo delle Palle (décédé vers 1485) en 1460.